# هاوک‌آی
هاوک‌آی یا شاهین‌چشم (به انگلیسی: Hawkeye) با نام اصلی کلینتون فرانسیس «کلینت» بارتون (به انگلیسی: Clinton Francis "Clint" Barton)، که همچنین شناخته شده با عنوان‌های جالوت و رونین، یک شخصیت تخیلی ابرقهرمان در کتاب‌های کامیک انتشارات مارول کامیکس می‌باشد. او توسط نویسنده استن لی و تصویرگر دان هک خلق شده و اولین بار به عنوان یک تبهکار در داستان‌های ابر حواس شماره ۵۷ام (سپتامبر ۱۹۶۴) ظاهر شد، همچنین در انتقام جویان شماره ۱۶ام (می ۱۹۶۵) به انتقام‌جویان پیوست و از آن موقع به عنوان یکی از اعضای اصلی در تیم باقی ماند. بر اساس رده‌بندی ۱۰۰ قهرمان برتر کتاب‌های کامیک آی‌جی‌ان، رتبهٔ ۴۴ام متعلق به شاهین‌چشم است.
جرمی رنر بازیگر آمریکایی، این شخصیت را در چندین فیلم سینمایی از مارول استودیوز در دنیای سینمایی مارول بازی کرده‌است. او در یک سکانس فیلم ثور (۲۰۱۱)، انتقام‌جویان (۲۰۱۲)، انتقام جویان: عصر اولتران، کاپیتان آمریکا: جنگ داخلی و انتقام‌جویان: پایان بازی به ایفای نقش این شخصیت پرداخت. در سال ۲۰۲۱ سریال اختصاصی این شخصیت با عنوان هاکای از شبکهٔ دیزنی پلاس پخش شد.

## شاهین‌چشم و بیوه سیاه
شاهین‌چشم و بیوه سیاه اوایل زندگی خودشان جنایتکار ماهری بودند و با هم همکار بودند؛ ولی مرد آهنی با آن دو جنگید و توانست آنها را به انتقام جویان دعوت کند و آن دو را تبدیل به ابر قهرمان کند. آنها کم‌کم به اعضای اصلی انتقام جویان هم تبدیل شدند و کمیک‌های زیادی از آنها ساخته شد. دان هک تصویر گر آن دو شخصیت بود و آن دو به زوج‌های عاشقی تبدیل شدند و با هم ازدواج کردند. آن‌ها عشق‌های اصلی همدیگر بودند و جدایی برایشان سخت بود، پس با هم همکاری کردند و عضو سازمان شیلد شدند.
آنها با هم آموزش دیده‌اند و حرکات آکروباتیک هم می‌توانند بکنند و آن‌ها در بازی‌های زیادی بودند مانند لگو ابر قهرمانان مارول و بازی‌های …. آنها در فیلم‌های انتقام جویان ۲۰۱۲ و انتقام جویان: عصر اولتران حضور داشتند و شاهین‌چشم با بازیگری: جرمی رنر و بیوه سیاه با بازیگری: اسکارلت جوهانسون. آنها سلاح‌های مجهزی مانند تیر کمان الکتریکی، دست بند الکتریکی، تفنگ و… را دارند.

## قدرت‌ها و توانایی‌ها

شاهین‌چشم در طرح جدیدش بر روی جلد شاهین‌چشم شماره دوم (۲۰۱۲)

با وجود آنکه شاهین‌چشم قدرت ابرانسانی ندارد (به غیر از زمانی که به کمک ذرات پیم به جالوت تبدیل شده بود)، او در قله توانایی‌های انسانی است؛ او شمشیربازی استثنایی، آکروبات باز و تیراندازی بزرگ است و از بچگی در سیرک توسط خلافکارانی چون تیر حیله و شمشیرزن آموزش دیده‌است.
شاهین‌چشم همچنین توسط کاپیتان آمریکا آموزش تاکتیک‌های نظامی، هنرهای رزمی و مبارزات تن به تن دیده‌است. او در استفاده از اکثر سلاح‌های دور برد، مخصوصاً تیر و کمان حرفه‌ای است و همیشه چندین «پیکان حیله» را با خود حمل می‌کند. زمانی که در نقش رونین بود، او توانست حرکات زیبا و پیچیده‌ای را با کاتانا در جنگ به نمایش بگذارد. او برای آنکه می‌تواند «هر شیء را به سلاح تبدیل کند»، شهرت دارد، به‌طوری که می‌تواند با بشقاب حلبی، سکه، تکه چوب یا دیگر خرده آشغال‌ها دشمنش را از پا درآورد.
همچنین شاهین‌چشم از وسیله‌ای به نام «چرخه-آسمان» به عنوان وسیله حمل و نقل استفاده می‌کند. این وسیله شبیه به اسنوموبیل است که با تکنولوژی ضد جاذبه تقویت شده، خلبان خودکار دارد و با صدا عمل می‌کند. چرخه-آسمان ابتدا تنها برای شاهین‌چشم توسط جورج لاتمن زمانی که در شرکت‌های فناوری کراس بود اختراع شد. بعدها وقتی که لاتمن توسط انتقام جویان ساحل غربی استخدام شد، چندین نمونه دیگر از آن را ساخت.

## در دیگر رسانه‌ها

### تلویزیون
- شاهین‌چشم در سریال کارتونی ابرقهرمانان مارول(۱۹۶۶) با صدای کریس ویگینز و پل سولز حضور داشت.
- شاهین‌چشم در سریال کارتونی مرد آهنی با صدای جان ریلی حضور داشت.
- شاهین‌چشم در قسمتی از سریال کارتونی چهار شگفت‌انگیز به عنوان جالوت حضور داشت.
- شاهین‌چشم در سریال کارتونی انتقام جویان: متحد می‌ایستند با صدای تونی دنیلز حضور داشت.
- شاهین‌چشم در سریال کارتونی نمایش چهارگانه ابرقهرمانان با صدای آدرین پاسدار حضور داشت.
- شاهین‌چشم در سریال کارتونی انتقام جویان: قویترین قهرمانان زمین با صدای کریس کاکس حضور داشت.[۵]
- شاهین‌چشم در چندین قسمت از سریال کارتونی مرد آهنی: ماجراجویی با زره با صدای اندرو فرانسیس حضور داشت.
- شاهین‌چشم در سریال کارتونی گردهمایی انتقام جویان با صدای تروی بیکر حضور خواهد داشت.[۶]

### سینما
- فرزند شاهین‌چشم فرانسیس، در انیمیشن انتقام جویان بعدی: قهرمانان فردا(۲۰۰۸) حضور داشت.
- در فیلم سینمایی ثور(۲۰۱۱) از شاهین‌چشم تنها به نام «بارتون» اشاره می‌شود که جرمی رنر بازیگر آن بود.[۷]
- جرمی رنر برای باری دیگر نقش شاهین‌چشم را این بار در انتقام‌جویان (۲۰۱۲) بازی کرد.[۸] پیش از انتشار فیلم، رنر گفته بود که این شخصیت لباس بنفش کتاب‌های کامیک نخواهد پوشید تا «کمی واقعی تر» به نظر برسد.[۹]
- شاهین‌چشم در انیمه مرد آهنی: قیام تکنوور (۲۰۱۳) حضور خواهد داشت.
- بار دیگر جرمی رنر نقش شاهین‌چشم را در فیلم انتقام‌جویان: عصر اولتران بازی کرد.